# Securicula
Securicula is een geslacht van straalvinnige vissen uit de familie van karpers (Cyprinidae).

## Soort
- Securicula gora (Hamilton, 1822)